# カーセッジ (イリノイ州)
カーセッジ（Carthage）は、アメリカ合衆国のイリノイ州ハンコック郡の郡庁所在地。イリノイ州の西に位置する。2020年国勢調査によると人口は2,490人。
1831年に定住が始まった。1844年、末日聖徒イエス・キリスト教会の創設者ジョセフ・スミス・ジュニアがカーセッジ刑務所で暴徒に殺害された。